# Danske Karpe- & Specimenfiskere
 Der er for få eller ingen kildehenvisninger i denne artikel, hvilket er et problem. Du kan hjælpe ved at angive troværdige kilder til de påstande, som fremføres i artiklen.

Foreningen Danske Karpe- & Specimenfiskere er en forening for lystfiskere der dyrker specimenfiskeri i ferskvand i Danmark. Foreningen blev stiftet i 1990 under navnet Danske Karpefiskere (Forkortet DKK).

## Foreningens arbejde
Foreningen Danske Karpe- & Specimenfiskere fokuserer sit arbejde specifikt på karpe- og specimenfisk, som findes i både offentlige og private ferskvandsområder samt brakvand. Et centralt formål er at værne om og beskytte bestande af karper og andre specimenfisk i ferskvand.
Foreningen arbejder aktivt for at fremme forståelsen for selve karpe- og specimenfiskeriet samt specifikt for princippet om "catch and release" (fang og genudsæt). Dette indebærer også at udbrede viden om de forskellige arter og fiskeriet efter dem, og at fremme metoder til sikker og skånsom håndtering af fanget fisk, så de kan genudsættes uskadt.
Derudover engagerer foreningen sig i at arrangere fiskerirelaterede aktiviteter for sine medlemmer. Medlemmer kan også modtage rådgivning og hjælp inden for området, herunder vejledning om udsætning af fisk og andre sager relateret til karpe- og specimenfiskeri.

## Foreningens arrangementer
Foreningen arrangerer flere gange om året, ofte i samarbejde med andre fiskeforeninger samt fiskesøer fisketure, hvor der er et stort fokus på hyggen og samværet blandt foreningens medlemmer.

## Tidligere formænd
Foreningen har i sin levetid den haft ti formænd:
- 1990: Kenth Esbensen
- 1993: Thomas Vedel
- 2000: Thomas Sanotro
- 2003: Henrik Arvedsen
- 2004: Thomas Bryld
- 2007: Peder Lichtenberg
- 2009: Michael Seide
- 2019: Mark Hemmingsen
- 2022: Anders Pehrson
- 2024: Nikolaj Deleuran Larsen

## Externe links
Danske Karpe- & Specimenfiskere - Foreningens formål og virke